# Православие на Маврикии
С 23 сентября 1997 года (в этот день была учреждена епархия на Мадагаскаре) остров Маврикий был включен в епархию Мадагаскара.
Православие здесь начало распространяться только с 2000 года, благодаря совместным усилиям двух местных жителей: Ришара Лессажа и Елены Барди.
С благословения епископа Нектария (Келлиса) в этом (2000) году была организована православная община, состоящая более чем из 50 человек. Они собирались вместе и изучали Евангелие, молитвы, готовясь к принятию крещения. Устав этой Церкви появился 9-го октября 2000 года. Церковь была официально признана правительством.
В 2000 году с 15 по 22 декабря на острове был с официальном визитом правящий епископ Нектарий. Епископ занимался катехизацией первых православных острова. Нанес также визиты официальным лицам страны. Позже оглашенные были крещены. Была отслужена Божественная Литургия на английском языке.
На 2021 год, на острове находится одна греческая православная церковь.